# Plons
Plons ist eine Ortschaft in der politischen Gemeinde Mels im Sarganserland im Kanton St. Gallen in der Schweiz. Plons besteht aus den beiden Ortsteilen Oberplons und Plonserfeld.
Plons liegt nordwestlich von Mels im Seeztal. Die Seez fliesst bei Plons am äussersten linken Rand der Talebene. Links der Seez bereits am Talhang liegt Oberplons, auf der rechten Flusseite in der Talebene befindet sich das Plonserfeld.
In Plons befindet sich die Zentrale des Kraftwerks Chapfensee. Früher wurde in Plons Erz vom Eisenbergwerk Gonzen verhüttet.
Plons liegt unweit der Strasse von Flums nach Mels, wo ein Anschluss zur Autobahn A3 besteht. Im öffentlichen Verkehr wird der Ort vom Bus Sarganserland Werdenberg erschlossen. Durch Plons führt der kulturhistorische Geoweg Mels.

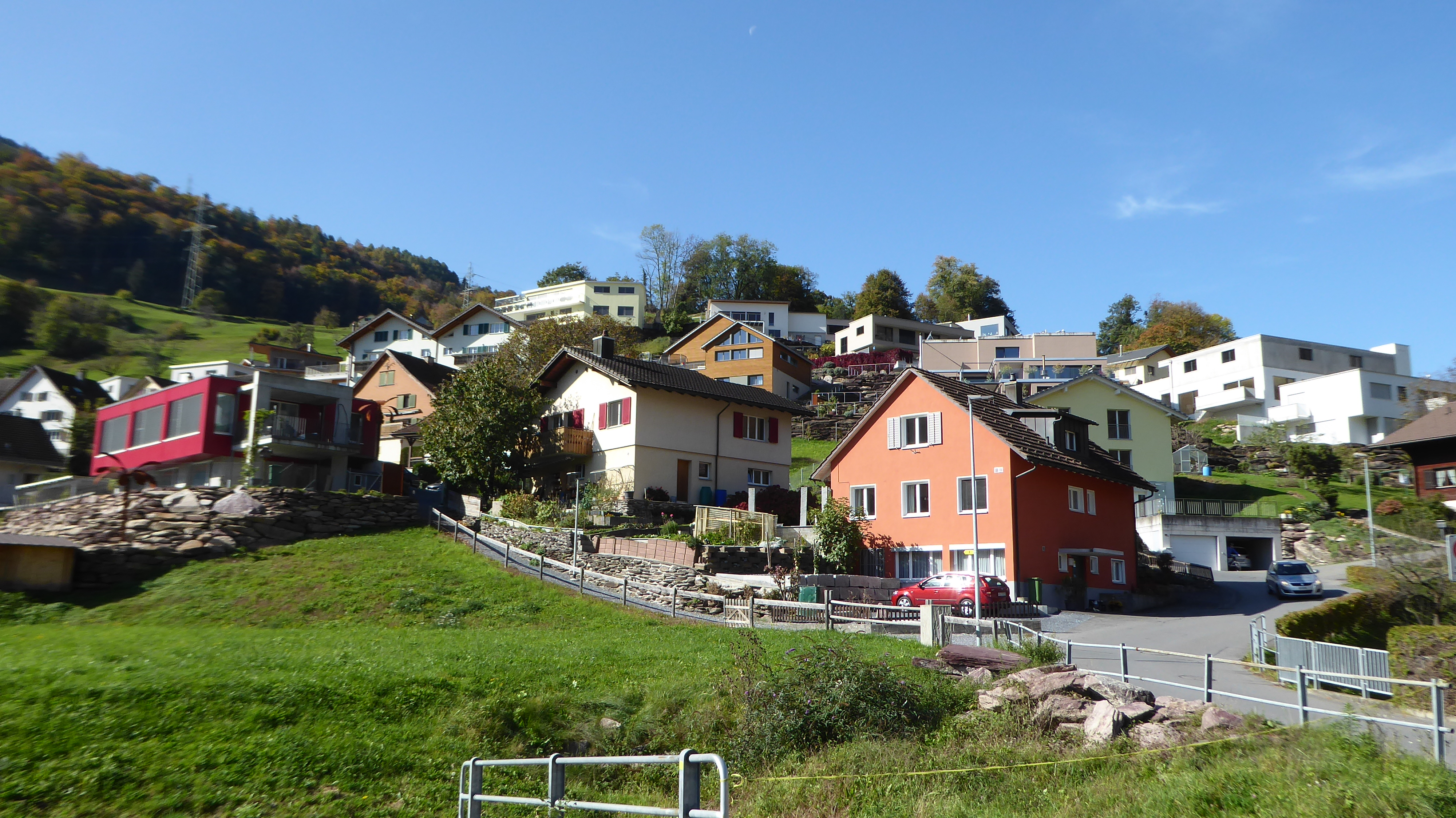
Oberplons am Talhang
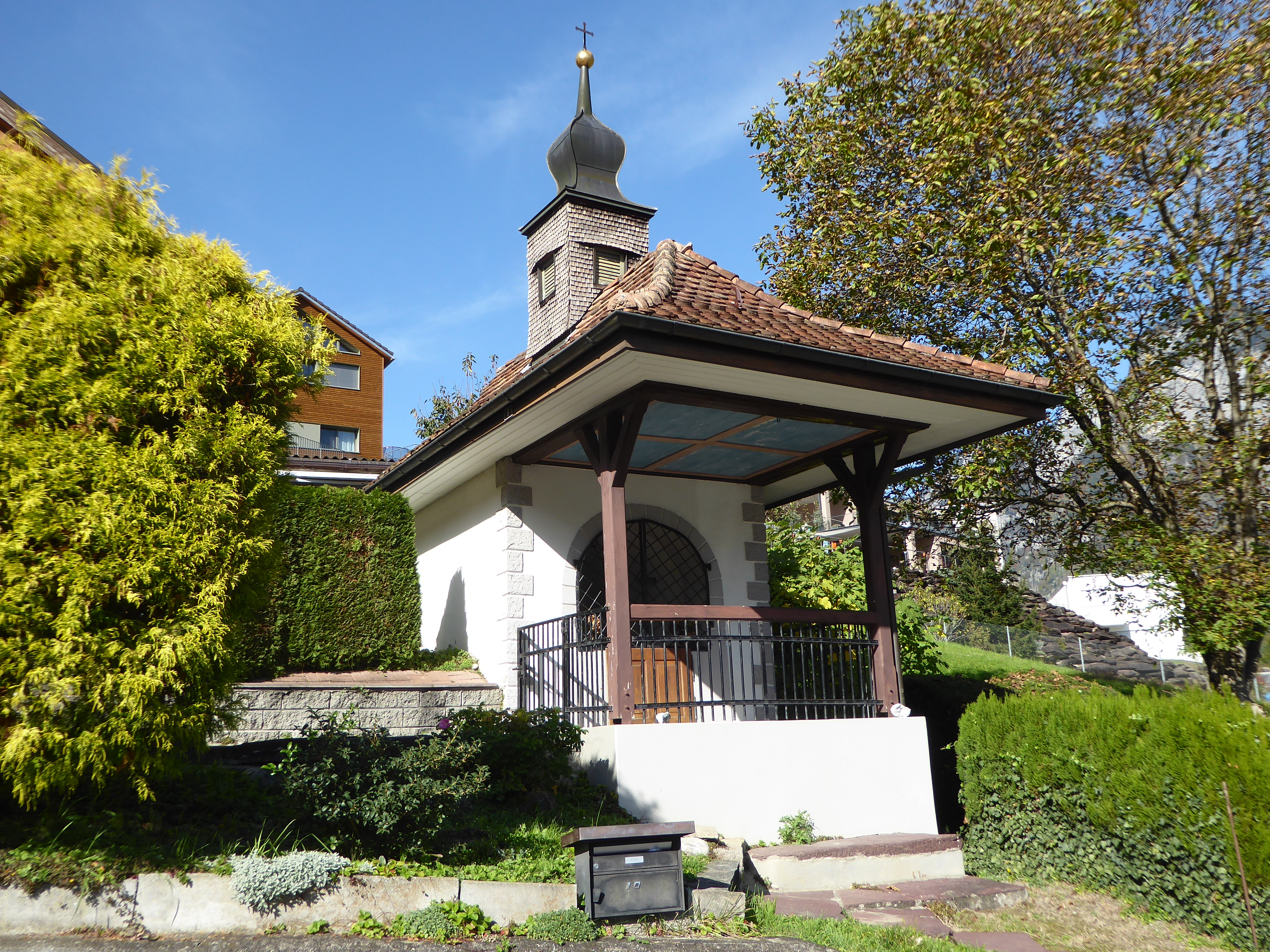
Am Bildstock wird regelmässig Rosenkranz gebetet.
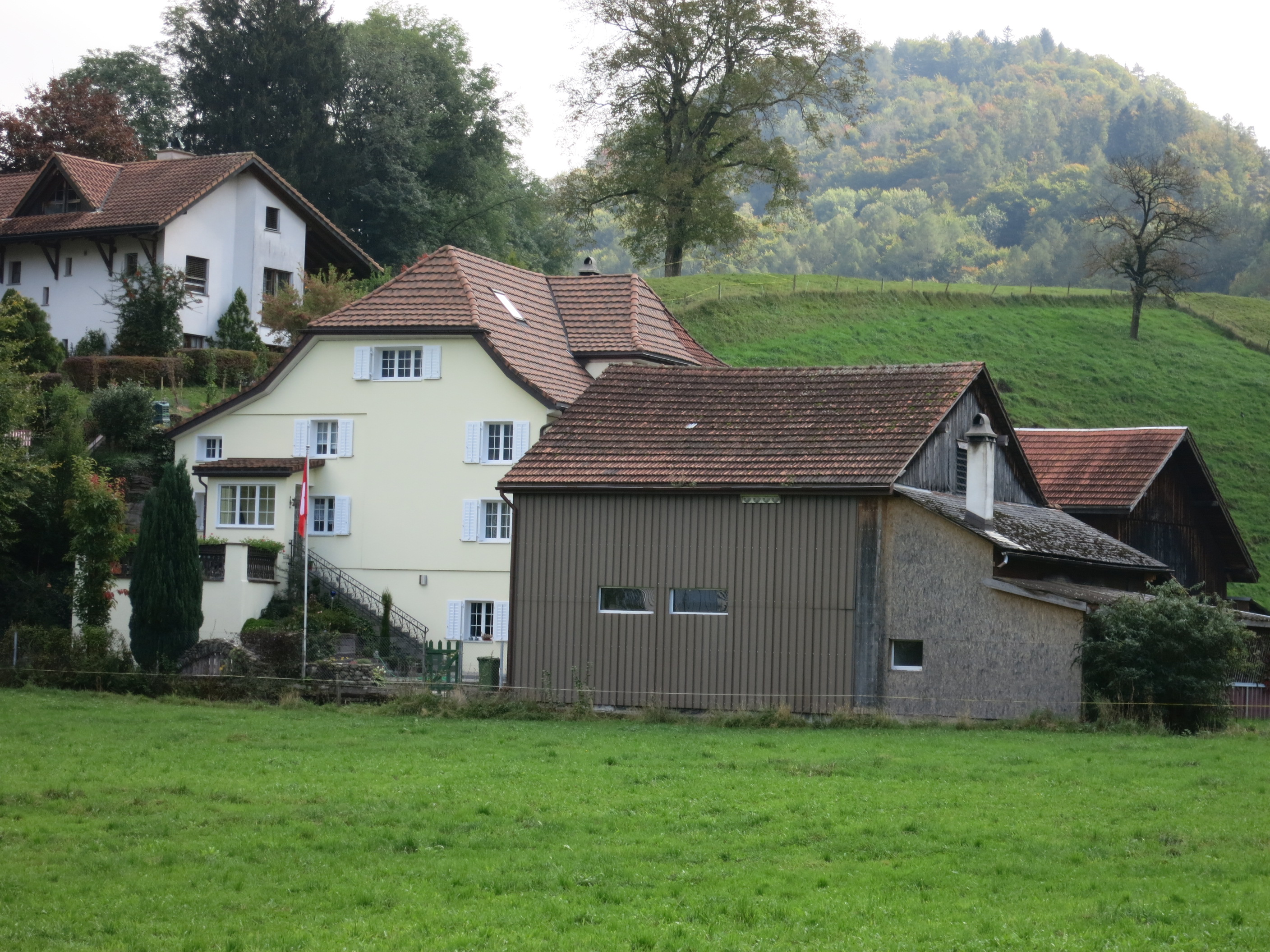
Herrenhaus der Eisenschmelze Plons
Luftaufnahme vom Walter Mittelholzer aus dem Jahr 1925. In der Mitte des Bildes rechts Plons und links Heiligkreuz.

## Persönlichkeiten
- Lottie Neher (* 1894 in Plons; † 1927 in Paris), Malerin